# À moi seul bien des personnages
À moi seul bien des personnages (titre original : In One Person) est le quatorzième roman de l'écrivain américain John Irving publié en 2012. Il a été publié aux États-Unis par Simon & Schuster en mai 2012, puis traduit en français et publié le 18 avril 2013.

## Résumé
Le récit prend place dans une petite ville du Vermont et suit la vie de Billy Abbot, le narrateur. Celui-ci est un jeune homme qui se découvre bisexuel, dont les histoires d'amour compliquées (notamment avec son beau-père ou des femmes transgenres,) ne parviennent jamais à satisfaire ses passions .

## Thèmes principaux
Le roman aborde plusieurs thèmes comme le polyamour, la bisexualité et le transidentité, mais aussi l'épidémie de sida. L'auteur aborde aussi la méfiance et le silence des dirigeants envers ces sujets.
Le thème principal, omniprésent, est toutefois le désir, amoureux et sexuel,.

## Critiques
À moi seul bien des personnages est positivement associé au succès éditorial Le Monde selon Garp ; d'une part parce qu'ils abordent tous deux le thème de la transidentité, d'autre part parce que les styles d'écritures sont similaires : « c'est bien du meilleur Irving qui nous parvient aujourd'hui ».
En 2012, le livre est décrit comme « captivant » par The Independent et considéré comme « un hymne de l'individualité, de la grande quête américaine de la découverte de soi ».
Le roman est aussi une référence de la littérature abordant de manière positive les thèmes LGBT.